# الخرائب (حماة)
الخرائب قرية سورية تتبع ناحية سلحب في منطقة السقيلبية في محافظة حماة. بلغ عدد سكانها 241 نسمة في عام 2004 حسب إحصاء المكتب المركزي للإحصاء.

## وصلات خارجية
- الوحدات الإدارية في محافظة حماة